# Tim Vincken
Tim Joost Christiaan Vincken (ur. 12 września 1986 w Berkel en Rodenrijs) – piłkarz holenderski grający na pozycji prawego pomocnika.

## Życiorys
Vincken jest wychowankiem klubu TOGB z Rotterdamu. Następnie grał w juniorach Feyenoordu, a w 2004 roku awansował do pierwszej drużyny i w Eredivisie zadebiutował 8 maja 2005 w przegranym 0:2 wyjazdowym meczu z NEC Nijmegen. W całym sezonie wystąpił w 3 meczach ligowych, podobnie jak w kolejnym – 2005/2006. Od początku sezonu 2006/2007 wobec kontuzji kilku partnerów z drużyny zaczął występować regularnie na prawym skrzydle, a w meczu ze Spartą Rotterdam (3:2) strzelił swojego pierwszego gola w Eredivisie.